# オーフォード (戦列艦・初代)
|                          | |
| 艦歴                     | |
| 発注:                    | 1695年12月24日 |
| 建造:                    | エドワード・スネルグローヴ造船所 （デットフォード） |
| 進水:                    | 1698年4月27日 |
| その後:                  | 1745年2月13日難破 |
| 性能諸元                 | |
| クラス:                  | 3等戦列艦 |
| 全長:                    | 砲列甲板：150ft 5in (45.8m) |
| 全幅:                    | 40ft 6in (12.3m) |
| 喫水:                    | 17ft 1in (5.2m) |
| 機関:                    | 帆走（3本マストシップ） |
| 兵装:                    | 70門： 上砲列：12ポンド（5kg）砲26門 下砲列：24ポンド（11kg）砲22門、 18ポンド（8kg）砲4門（カルヴァリン） 後甲板と艦首楼： 5ポンド（2kg）砲14門（セーカー） 艦尾楼：3ポンド（1kg）砲4門 |
| 性能諸元（1713年再建造） | |
| クラス:                  | 1706年規定の3等戦列艦 |
| 全長:                    | 砲列甲板：150ft (45.7m) |
| 全幅:                    | 41ft (12.5m) |
| 喫水:                    | 17ft 4in (5.3m) |
| 機関:                    | 帆走（3本マストシップ） |
| 兵装:                    | 70門： 上砲列：12ポンド（5kg）砲26門 下砲列：24ポンド（11kg）砲26門 後甲板：6ポンド（3kg）砲14門 艦首楼：6ポンド（3kg）砲4門                                                             |
| 性能諸元（1727年再建造） | |
| 機関:                    | 帆走（3本マストシップ） |

オーフォード (HMS Orford) はイギリス海軍の70門3等戦列艦。デットフォードで1698年に進水した。。
オーフォードは1713年3月17日にライムハウスでの再建造を終えて再進水した。2度目の再建造は1727年である。
オーフォードは1718年のパッサロ岬の海戦に参加し、1736年にはジョン・ハリソンと彼の最初のクロノメーターを載せてリスボンから帰還した。
オーフォードは1745年2月13日にウィンドワード海峡で難破して失われたが、幸いなことに死亡者はいなかった。

## 参加海戦
- ビーゴ湾の海戦
- マラガの海戦
- パッサロ岬の海戦